# Mokpo

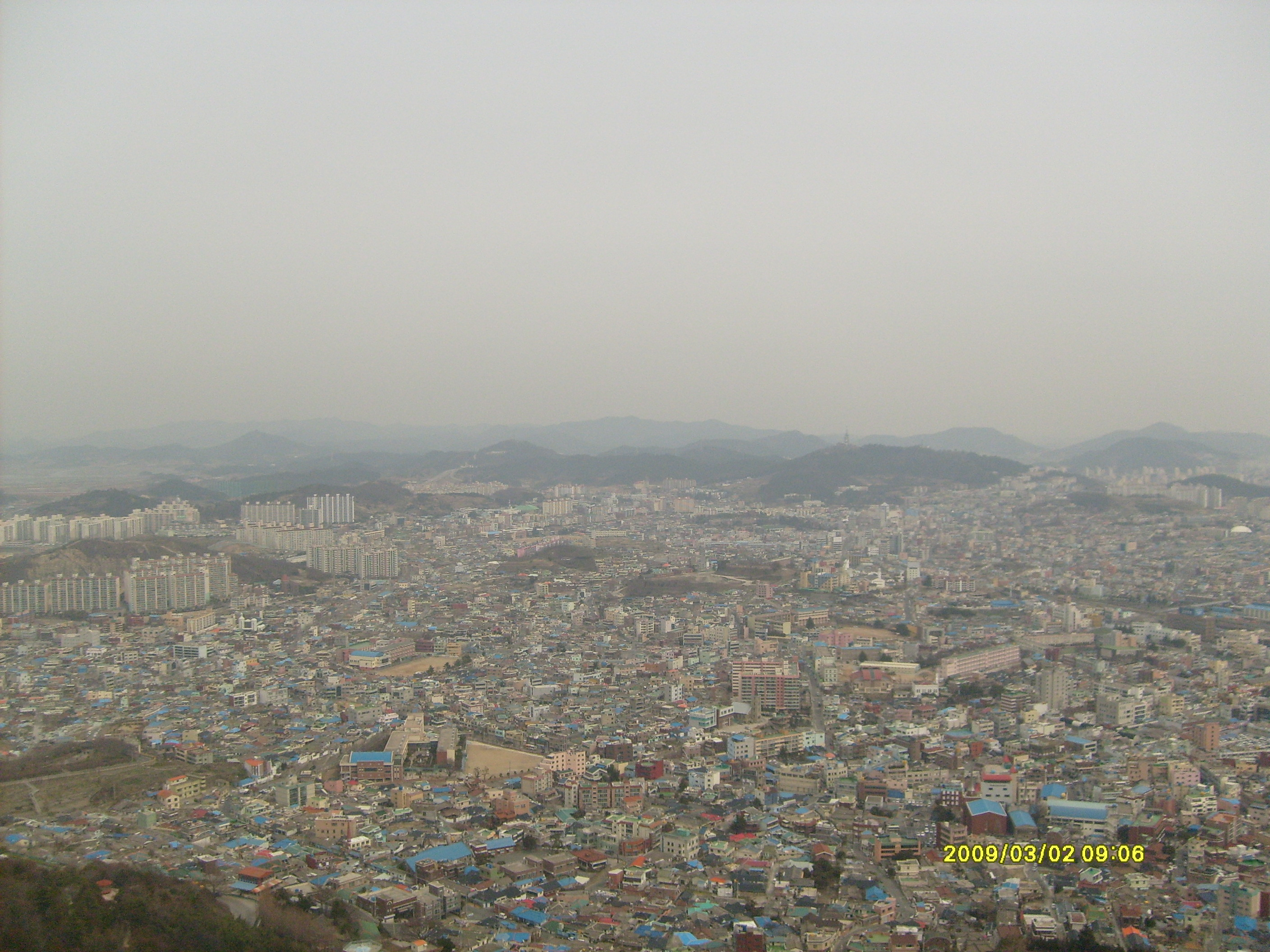
Vy över Mokpo.

Mokpo (hangul 목포시, hanja 木浦市) är en viktig hamnstad i provinsen Södra Jeolla i Sydkorea. Folkmängden var 227 178 invånare i slutet av 2020.
1897 öppnades Mokpo som fördragshamn för handel med omvärlden.

## Administrativ indelning
Kommunen är indelad i 23 administrativa stadsdelar (dong):
Buheung-dong,
Buju-dong,
Bukhang-dong,
Daeseong-dong,
Dongmyeong-dong,
Hadang-dong,
Iro-dong,
Jukgyo-dong,
Manho-dong,
Mogwon-dong,
Ogam-dong,
Samhak-dong,
Samhyang-dong,
Sang-dong,
Sanjeong-dong,
Sinheung-dong,
Wonsan-dong,
Yeon-dong,
Yeonsan-dong,
Yongdang 1-dong,
Yongdang 2-dong,
Yonghae-dong och
Yudal-dong.